# Jambudipa (Cisarua)
Jambudipa is een bestuurslaag in het regentschap West-Bandung van de provincie West-Java, Indonesië. Jambudipa telt 12.492 inwoners (volkstelling 2010).